# Плагиоцефалия
Плагиоцефалия (лат. plagiocephalia от др.-греч. πλάγιος «косой» и κεφαλή «голова») — описательный термин, означающий асимметрию человеческого черепа либо его искривлённую косую форму независимо от причин возникновения (этиологии). Подобная форма черепа развивается при одностороннем преждевременном окостенении венечного шва черепа, деформации головы плода из-за его сдавливания в утробе (без окостенения шва), деформации головы младенца вследствие её вынужденного положения во время сна или при имеющейся нейромышечной дисфункции. В связи с этим термин «плагиоцефалия» используется многими авторами для описания асимметричной формы черепа различной этиологии.
Синостозная (синостотическая) плагиоцефалия вызывается преждевременным окостенением части швов черепа — ламбдовидного (затылочная плагиоцефалия) или венечного (лобная плагиоцефалия). Плагиоцефалия, не сопровождающаяся окостенением шва (например, при сдавливании головы плода в утробе) называется несиностозной или деформационной.

## Основные формы плагиоцефалии

### Синостозная лобная плагиоцефалия
Синостозная лобная плагиоцефалия (гемикоронарный синостоз) развивается из-за преждевременного синостозирования (окостенения) одной из половин венечного шва черепа. Частота патологии составляет 0,4—1 случай на 1000 новорождённых. Внешне проявления состоит в сглаженности контуров черепа одной стороны при компенсаторном выбухании и смещении костей другой стороны. Подобный патологический рост черепа вызывает грубую деформацию всего черепа в целом. У больных отмечается сглаживание лба на стороне синостоза и компенсаторное выбухание костей в лобно-теменной области с противоположной стороны. Лобная кость черепа при этом истончается, диплоэ (губчатое вещество костей свода черепа) и лобная пазуха на стороне поражения отсутствуют. В результате преждевременного слияния половины венечного шва образуется единая костная пластина, состоящая из лобной и теменной костей, имеющая ограниченный потенциал для роста. По периметру всех швов наблюдается асимметричный компенсаторный рост костей основания и свода черепа. Кроме половины венечного шва также происходит преждевременное слияние лобно-решётчатого и лобно-клиновидного швов на этой же стороне, из-за чего происходит поражение соответствующей половины основания черепа. Глазница черепа становится небольшого размера, глазное яблоко при этом не имеет костной защиты с верхне-боковой стороны, что приводит к экзорбитизму. Образуется «глазница шута» — патогномоничный признак, возникающий вследствие недостаточного опущения большого крыла клиновидной кости. Преждевременное окостенение даже одной половины венечного шва всегда приводит к развитию тотальной деформации черепа.

### Деформационная лобная плагиоцефалия
Деформационная лобная плагиоцефалия развивается как следствие компрессии (сдавления) головы плода в утробе матери или уже в постнатальном периоде (после рождения), из-за продолжительного воздействия внешних сил, сдавливающих череп. При преждевременном опущении плода во время родов может возникать вынужденное положение его головы, что в конечном итоге приводит к деформации лба и затылка. У пациентов с деформационной лобной плагиоцефалией при взгляде сверху череп напоминает своей формой параллелограмм. Это происходит вследствие лобного выбухания с одной стороны и затылочного выбухания с противоположной стороны и соответственно вследствие сглаженности лба с одной стороны и сглаженности затылка с противоположной стороны. При данной форме плагиоцефалии преждевременного окостенения швов черепа не происходит. В связи с этим основание черепа не укорачивается, а всего только лишь поворачивается в сторону относительно среднесагиттальной линии, проводимой от решетчатой кости до края большого затылочного отверстия затылочной кости. При подобной деформации из-за нарушения анатомического положения костей черепа происходит западение и опущение верхнего глазничного края, вследствие чего глазная щель становится у́же по сравнению с другой стороной. В свою очередь смещение средней черепной ямки и пирамиды височной кости приводит к низкому и более заднему положению наружного уха по сравнению с противоположной стороной. Это является отличием синостозной формы лобной плагиоцефалии от деформационной. Кроме того, при деформационной лобной плагиоцефалии скуловая кость на стороне деформации несколько западает и находится ниже, чем скуловая кость противоположной стороны.

### Компенсаторная лобная плагиоцефалия
Компенсаторная лобная плагиоцефалия развивается как следствие преждевременного окостенения ламбдовидного шва. По статистическим данным частота преждевременного закрытия этого шва встречается от 1 до 9,4 % случаев. В отличие от синостозной лобной плагиоцефалии данная форма не затрагивает собой лицевой череп, поэтому глазничные края остаются на одном уровне. Деформация лицевого черепа при этой форме носит вторичный характер в результате деформации основания самого черепа. Клинические проявления данной формы плагиоцефалии отчетливо отличаются от таковых при деформационной лобной плагиоцефалии. Рост нормального черепа и черепа, подвергнутого деформации вследствие сдавления, происходит в направлении, перпендикулярном линии шва. Когда один ламбдовидный шов закрыт, дальнейший рост черепа происходит параллельно линии шва. Это вызывает теменное и затылочно-сосцевидное выбухания. На стороне соединенного шва основание черепа наклоняется и располагается ниже. Это, в свою очередь, вызывает смещение вниз и вперед или вниз и назад уха. Также отмечается асимметрия задней черепной ямки и незначительная ротация (поворот) большого затылочного отверстия затылочной кости в сторону заросшего шва.

## Распространённость и осложнения
Плагиоцефалия той или иной степени тяжести — распространённое явление среди детей в возрасте до года. В 1978 году в «Ортопедической диагностике» В. О. Маркса сообщалось, что плагиоцефалия встречается у 5 % детей в этом возрасте (наиболее часто у детей с кривошеей — у каждого третьего). В 1992 году сообщалось, что позиционная затылочная плагиоцефалия встречается у одного младенца из ста. С начала 1990-х годов, когда в рамках предотвращения синдрома внезапной детской смерти (СВДС) родителям стали рекомендовать укладывать младенцев спать на спину, частота формирования позиционной плагиоцефалии возросла, и среди таких младенцев достигает 20—25 %, в основном у детей с ограниченной или низкой подвижностью головы в первые несколько месяцев жизни.
В отличие от несомненного эстетического и, как следствие, эмоционального эффекта, прямое влияние плагиоцефалии на развитие ребёнка не подтверждено в достаточной степени; однако в исследовании 2000 года сообщалось, что у детей с позициоными деформациями черепа могут возникнуть небольшие трудности с развитием на уровне начальной школы.

## Диагностика

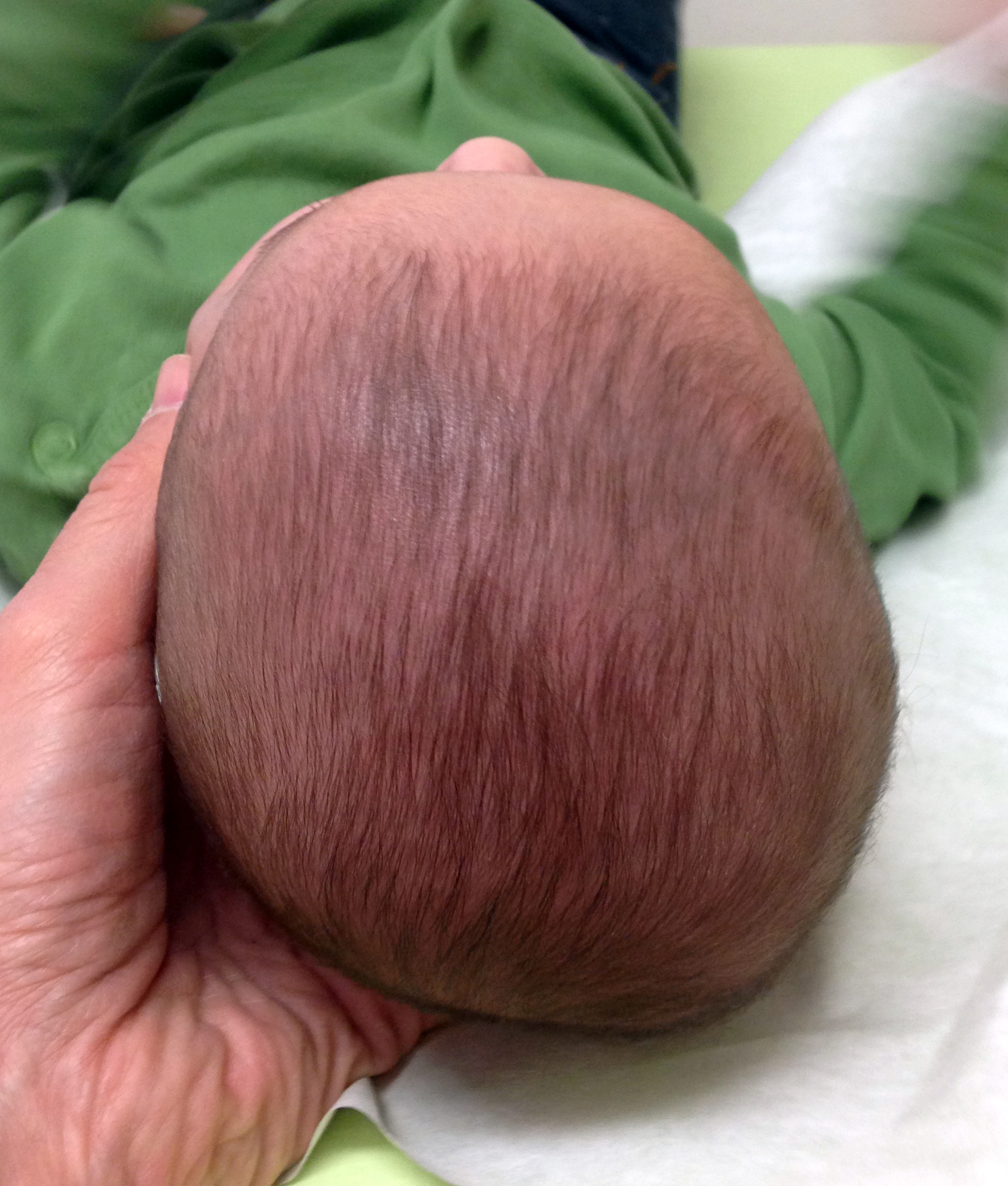
Голова ребёнка, страдающего плагиоцефалией, вид сверху

Диагностика плагиоцефалии производится с помощью клинического наблюдения, рентгеновских снимков или компьютерной томографии черепа. При левой или правой позиционной затылочной плагиоцефалии череп при виде сверху приобретает асимметричную форму с уплощением одной из сторон, что часто заметно невооружённым взглядом. При плагиоцефалии, вызываемой кривошеей, асимметрия свода черепа двусторонняя — одновременно уплощены левая лобная и правая затылочная (левосторонняя плагиоцефалия) или правая лобная и левая затылочная области (правосторонняя плагиоцефаллия); таким образом длинная ось черепа при виде сверху смещена в сторону от сагиттальной плоскости) и череп приобретает форму параллелограмма с непрямыми углами.
Если помимо позиционной плагиоцефалии наблюдается смещение назад уха и лба на той же стороне головы (в отличие от более обычного смещения уха вперёд) и череп имеет трапециевидную форму при виде сверху, может быть диагностирован односторонний синостоз ламбдовидного шва — достаточно редкий случай, встречающийся у одного младенца из 150 тысяч. Преждевременно зарастающий ламбдовидный шов препятствует росту черепа с одной стороны. При синостозе венечного шва (частота оценивается как 1 случай на 1000—2500 новорождённых) затылочное уплощение сочетается с серьёзной деформацией лобной части черепа, что при визуальном наблюдении спереди и сверху выражается в том числе в асимметрии глазных впадин.

## Профилактика и лечение
Хотя плагиоцефалия преимущественно вызывает лишь косметический дефект, деформация черепа может усугубиться без соответствующего лечения.
Вероятность позиционной плагиоцефалии возрастает, если младенец предпочитает лежать на спине во время бодрствования (кроме времени сна, когда положение на спине рекомендовано для борьбы с СВДС). Многие родители сообщают, что их дети не любят лежать на животе. Для предотвращения формирования затылочной плагиоцефалии рекомендуется регулярно укладывать младенца на живот — в частности, после смены подгузников, занимать его внимание в это время яркими предметами или зеркалом или ложиться в это время рядом с ним или перед ним. Поочерёдная смена лево- и правостороннего лежания также является хорошим способом профилактики позиционной плагиоцефалии. Укладывая ребёнка спать, нужно учитывать, что дети предпочитают поворачивать лицо от стены в сторону комнаты. Поэтому, меняя сторону кроватки, к которой ребёнок повёрнут головой, можно добиться того, чтобы он попеременно спал, повернув голову налево и направо. Такого же эффекта можно добиться, положив в кроватку яркую игрушку или небьющееся зеркало. 
При раннем обнаружении позиционной плагиоцефалии основной (консервативный) метод лечения совпадает с методом профилактики: варьирование положения головы младенца и минимизация его нахождения на спине в часы бодрствования. Если консервативный метод лечения оказывается неэффективным, используется корректирующий шлем или гипсовая повязка; это предотвращает дальнейшее развитие плагиоцефалии за счёт уравнивания давления на разные участки черепа, а форма шлема стимулирует рост черепа в заданном направлении. При синостозной плагиоцефалии требуется хирургическое вмешательство, в случае лобного синостоза включающее реконструкцию глазницы и замену деформированного участка чешуи лобной кости.